# جان بيار ستوك
جان بيار ستوك (بالفرنسية: Jean-Pierre Stock) هو مجدف فرنسي، ولد في 5 أبريل 1900 في الدائرة الأولى في باريس في فرنسا، وتوفي في 2 أكتوبر 1950 في كاراكاس في فنزويلا.

## وصلات خارجية
- جان بيار ستوك على موقع الاتحاد الدولي للتجديف (الإنجليزية)
- جان بيار ستوك على موقع أوليمبيديا (الإنجليزية)